# Windpark Nowy Tomyśl

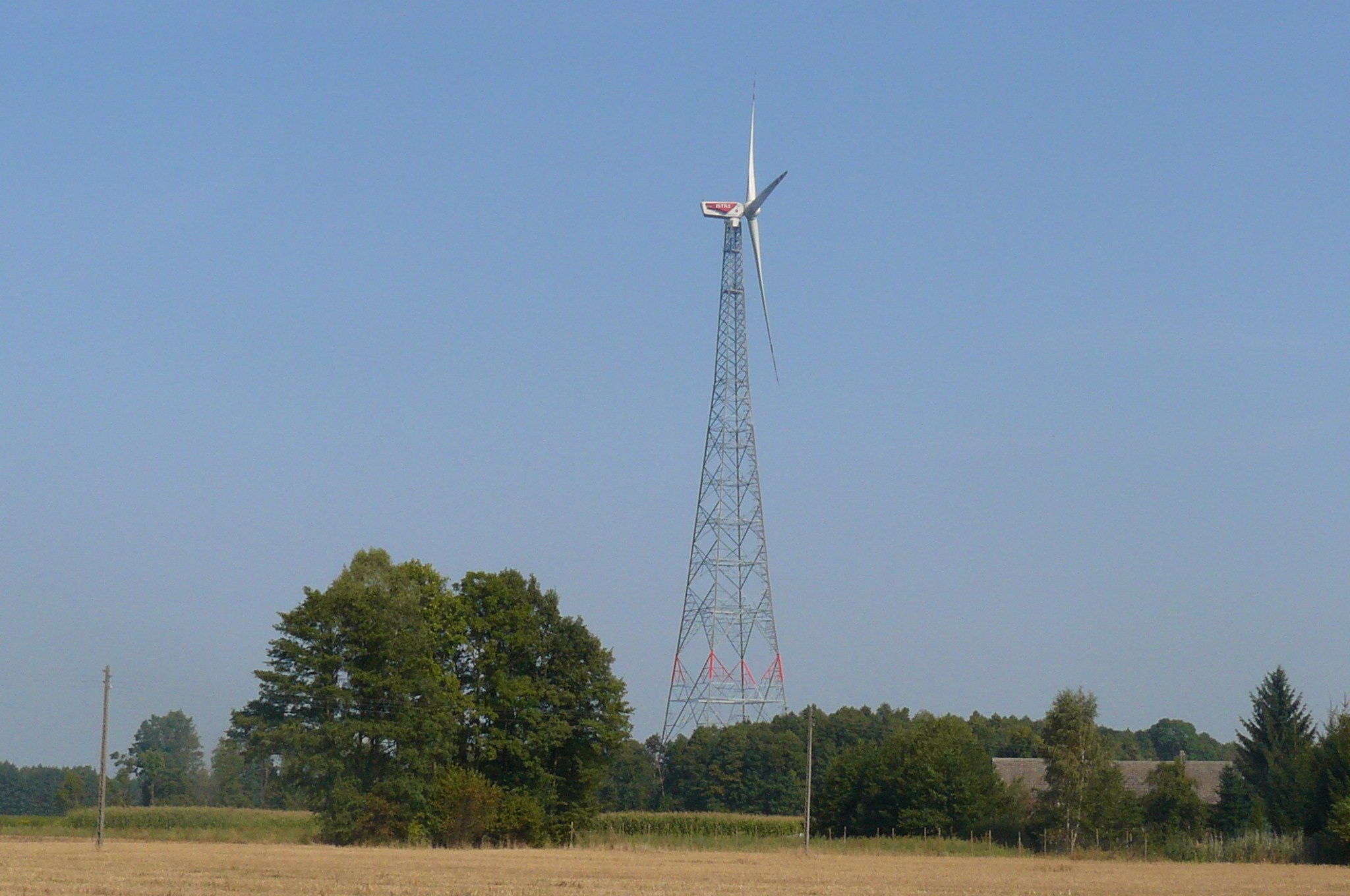
Windkraftanlage bei Nowy Tomyśl

Der Windpark Nowy Tomyśl ist ein Windpark in Polen, in dem 2012 die beiden damals höchsten Windkraftanlagen der Welt installiert wurden. Die dort zum Einsatz kommenden Windkraftanlagen vom Typ Fuhrländer FL-2500 haben einen Rotordurchmesser von 100 Metern, wobei die Maschinenhäuser auf einem besonders hohen Stahlfachwerkturm mit einer Nabenhöhe von 160 Metern ruhen. Dies ergibt eine Gesamthöhe von 210 Metern. Damit lösten die beiden Anlagen im Windpark die Windkraftanlage Laasow mit 205 Metern Gesamthöhe als höchste Windkraftanlage ab, die seit 2006 diesen Spitzenplatz einnahm. Die drei Anlagen waren Stand Anfang 2013 die einzigen Windturbinen, deren Gesamthöhe 200 Meter überschritt. Im Januar 2014 verloren sie diesen Höhenrekord an eine in Dänemark installierte MHI Vestas V164.